# Doriclides
Doriclides (grec antic: Δορυκλείδας, llatí: Dorycleidas) va ser un escultor espartà germà del també escultor Medó.
Va esculpir una estàtua de la titànide Temis en or i ivori que es trobava al temple d'Hera a Olímpia. Va ser deixeble de Dipè i Escil·lis i, per tant, va viure cap a la meitat del segle vi aC, tal com diu Pausànias.